# 鐵路沿線老舊橋梁重建工程
鐵路沿線老舊橋梁重建工程是臺灣鐵路管理局於1985年11月至1991年3月間辦理的一項鐵路橋梁改建工程。

## 工程沿革
臺灣鐵路肇建於清朝後期，並於台灣日治時期由臺灣總督府鐵道部（臺灣總督府交通局鐵道部的前身）予以改建、延伸路線。受限於當時的施工技術，多數鐵路橋梁的橋台、橋墩建材為石砌或磚砌，橋基採用松木樁或擴展基礎，部分採用沉箱基礎的橋梁，植基也不深。這些鐵路橋梁使用到第二次世界大战前、後年代許多已不符設計或載重標準，加以長年受河流沖刷，使橋墩覆土更淺，危及橋梁與行車安全，甚至發生鐵橋遭洪水沖毀導致路線中斷的事故，所以，臺灣鐵路管理局決定改建這些老舊橋梁。
該局計畫重建的鐵路橋梁，除了已重建完成、或已局部改建、或將來另有重大路線工程計畫需配合重建者以外，計盤點出29座橋梁，分別納入「鐵路沿線老舊橋梁重建工程」（24座）與「五大橋梁重建工程」兩項計畫
臺灣鐵路沿線重建的24座老舊橋梁分別位於北迴線、臺東線、縱貫線鐵路，一開始的規劃與施工是由臺灣鐵路管理局各地工務段兼辦，後來為了便於掌握與管理施工進度，由該局在1987年11月於苗栗成立「鐵路沿線老舊橋梁重建工程處」，專責辦理橋梁改建工程。工程處於1988年7月因業務需要，撥遷北上至臺北市辦公。

## 重建24座橋梁列表
| 橋名         | 路線          | 區間         | 全長（m） | 橋寬    | 通車年月                          | 照片 | 備註                                 |
| ------------ | ------------- | ------------ | --------- | ------- | --------------------------------- | ---- | ------------------------------------ |
| 三棧溪橋     | 北迴線        | 新城＝景美   | 317.1     | 單線    | 1991年5月                         |      | 原橋加固、增設人行道版               |
| 木瓜溪避溢橋 | 花東線        | 吉安＝志學   | 340.0     | 單線    | 1989年6月                         |      | 一併抬高現已廢站的干城車站站場       |
| 成功溪橋     | 花東線        | 關山＝瑞和   | 200.0     | 單線    | 1986年12月                        |      | （跨越崁頂溪）                       |
| 水拔溪橋     | 花東線        | 關山＝瑞和   | 91.6      | 單線    | 1987年2月                         |      | （跨越加鹿溪）                       |
| 奸仔典溪橋   | 花東線        | 關山＝瑞和   | 137.4     | 單線    | 1987年2月                         |      | （跨越加典溪）                       |
| 八掌溪橋     | 縱貫線 (南段) | 南靖＝後壁   | 297.0     | 複線    | 1991年1月（西） 1991年3月（東）   |      |                                      |
| 三疊溪橋     | 縱貫線 (南段) | 大林＝民雄   | 138.6     | 複線    | 1991年3月                         |      |                                      |
| 林子頭溪橋   | 縱貫線 (南段) | 石榴＝斗六   | 257.4     | 複線    | 1989年5月（西） 1989年4月（東）   |      |                                      |
| 濁水溪橋     | 縱貫線 (南段) | 二水＝林內   | 1476.6    | 複線    | 1990年6月（西） 1990年3月（東）   |      |                                      |
| 楓樹腳橋     | 臺中線        | 大慶＝烏日   | 57.0      | 2座單線 | 1987年6月（西） 1989年10月（東）  |      | （跨越楓樹腳溪）                     |
| 蕃婆溪橋     | 臺中線        | 臺中＝大慶   | 40.0      | 2座單線 | 1987年2月（西） 1987年6月（東）   |      |                                      |
| 第二三叉河橋 | 臺中線        | 銅鑼＝三義   | 118.1     | 複線    | 1990年6月                         |      | （跨越西湖溪）                       |
| 後龍溪橋     | 臺中線        | 豐富＝苗栗   | 455.4     | 複線    | 1990年3月                         |      | 一併改建舊豐富車站及其站場           |
| 通霄溪橋     | 海線          | 通霄＝苑裡   | 118.8     | 複線    | 1989年6月                         |      | 一併改善通霄車站站場                 |
| 下三叉河橋   | 海線          | 龍港＝白沙屯 | 297.0     | 複線    | 1991年2月（西） 1990年12月（東）  |      | 跨越西湖溪，一併改建龍港車站及其站場 |
| 下後龍溪橋   | 海線          | 後龍＝龍港   | 534.6     | 複線    | 1990年10月                        |      |                                      |
| 下南港溪橋   | 海線          | 竹南＝談文   | 138.6     | 複線    | 1991年3月                         |      |                                      |
| 下頭份溪橋   | 海線          | 竹南＝談文   | 435.6     | 複線    | 1991年3月                         |      | （跨越中港溪）                       |
| 三姓溪橋     | 縱貫線 (北段) | 新竹＝三姓橋 | 54.0      | 複線    | 1989年3月（西） 1989年4月（東）   |      |                                      |
| 客雅溪橋     | 縱貫線 (北段) | 新竹＝三姓橋 | 59.4      | 複線    | 1989年3月（西） 1989年4月（東）   |      |                                      |
| 頭前溪橋     | 縱貫線 (北段) | 竹北＝北新竹 | 738.3     | 複線    | 1990年8月（西） 1990年6月（東）   |      |                                      |
| 鳳山溪橋     | 縱貫線 (北段) | 新豐＝竹北   | 738.3     | 複線    | 1989年11月（西） 1989年12月（東） |      | 一併改建竹北車站站場                 |
| 南港溪橋     | 縱貫線 (北段) | 汐科＝南港   | 32.0      | 複線    | 1990年3月                         |      | （跨越大坑溪）                       |
| 保長坑溪橋   | 縱貫線 (北段) | 百福＝五堵   | 39.6      | 複線    | 1990年6月                         |      | 一併改建地面時代的五堵車站及其站場   |

重建的24座橋梁，多數採公開招標方式辦理，但中部地區的7座較大橋梁，則與行政院國軍退除役官兵輔導委員會榮民工程處議價發包。

## 24座橋梁現況
- 三棧溪橋：現役中。1992年起，北迴線進行雙軌化、重軌化、電氣化工程，在本橋的上游側另新建單線第二代三棧溪橋，做為西正線（上行線），而本橋則做為東正線（下行線）續用。新橋（二代橋）於1998年6月11日與新城＝花蓮間複線完工通車時一併啟用[11]。
- 木瓜溪避溢橋：現役中。2014年6月28日，包含本橋在內的臺東線完成電氣化通車營運[12]。
- 成功溪橋：配合花東線鐵路瓶頸路段雙軌化暨全線電氣化計畫之關山＝瑞和間路線截彎取直與高架化新線切換，自2013年6月27日起停用，在廢棄數年後改成一般道路[13]。
- 水拔溪橋（加鹿溪橋）：現役中。2014年6月28日，包含本橋在內的臺東線完成電氣化通車營運[12]。
- 奸仔典溪橋：現役中。2014年6月28日，包含本橋在內的臺東線完成電氣化通車營運[12]。
- 八掌溪橋：現役中。
- 三疊溪橋：現役中。
- 林子頭溪橋：現役中。
- 濁水溪橋：現役中。
- 楓樹腳橋：現役中。。
- 蕃婆溪橋：2016年10月16日臺中都會區鐵路高架捷運化計畫第一階段通車後停用廢棄。之後該橋之原西正線橋納入臺中市「鐵道綠廊景觀風貌重塑計畫工程」，於2020年6月11日完工[14]，轉為自行車道使用。
- 第二三叉河橋：現役中。本橋雖然是複線化設計，但1990年6月28日通車時只有西正線單線通車[9]，隔年（1991年）配合「山線竹南至豐原間改線與雙軌工程」鋪設東正線，列車改以東正線行駛，西正線暫時停用[15]，直到1993年6月17日銅鑼＝三義間完成複線通車後[16][17]，本橋才成為雙向行車之橋梁。
- 後龍溪橋：現役中。本橋雖然是複線化設計，但1990年3月27日通車時只有東正線單線行車，西正線雖有鋪軌但未通車（亦無架空電車線）[9]。後來在「山線竹南至豐原間改線與雙軌工程」之豐富＝苗栗間複線化於1994年10月4日完工通車後[18]，本橋始成為雙向行車之橋梁。
- 通霄溪橋：現役中，複線化橋梁迄今仍只有東正線單線行車，尚未鋪設西正線。
- 下三叉河橋：現役中。
- 下後龍溪橋：現役中。
- 下南港溪橋：現役中。本橋雖然是複線化設計，但1991年3月13日通車時只有西正線單線通車[9]，直到2008年1月24日臺灣鐵路管理局完成竹南＝談文間複線通車後[19]，本橋才成為雙向行車之橋梁。
- 下頭份溪橋：現役中。本橋雖然是複線化設計，但1991年3月13日通車時只有西正線單線通車[9]，直到2008年1月24日臺灣鐵路管理局完成竹南＝談文間複線通車後[19]，本橋才成為雙向行車之橋梁。
- 三姓溪橋：現役中。
- 客雅溪橋：現役中。
- 頭前溪橋：現役中。
- 鳳山溪橋：現役中。
- 南港溪橋：2008年9月21日隨著南港＝松山段鐵路地下化通車而停用拆除，現已不存。
- 保長坑溪橋：2001年～2006年「汐止七堵鐵路高架化專案」工程期間，因高架鐵路規劃在保長坑溪橋至五堵車站間原路線上方，故工程單位另於路線旁施作臨時軌（包含五堵臨時站），待臨時軌及五堵臨時站於2002年5月中旬切換通車後[20][21]，本橋停用廢棄。